# Potop
Potop é um filme de drama polonês de 1974 dirigido e escrito por Jerzy Hoffman. Foi indicado ao Oscar de melhor filme estrangeiro na edição de 1975, representando a Polônia.